# Kapital Bank
Kapital Bank — действующий в Азербайджане коммерческий банк.

## История
24 июля 1874 года является датой основания первого банка страны — Kapital Bank. Kapital Bank является юридическим правопреемником Сбербанка Азербайджана.
Первый пункт обслуживания банка начал свою деятельность в качестве сберегательной кассы 24 июля 1874 года.
Впервые сберегательные кассы начали свою деятельность при Бакинском городском филиале Российского Государственного Банка. Исполнительным руководителем филиала был Иван Самсонович Хандожевский. В состав Учетного комитета входили такие известные азербайджанцы, как Гаджи Зейналабдин Тагиев, Гаджи Баба Гашимов, Гаджи Шихали Дадашев.
После провозглашения Азербайджанской Демократической Республики, 30 сентября 1919 года состоялось открытие Азербайджанского Государственного Банка и с 1 декабря 1919 года была восстановлена деятельность сберегательных касс.
28 апреля 1920 года, после распада АДР, указом Революционного комитета Азербайджана от 9 июня 1920 года была приостановлена деятельность Бакинского филиала Российского Государственного Банка.
В январе 1924 года были учреждены государственные трудовые сберегательные кассы, действующие при Государственном Банке Азербайджанской ССР. В 1988 году эти кассы были объединены в Азербайджанский Республиканский Банк Сбербанка СССР. 11 февраля 1992 года на базе этого банка был сформирован Сбербанк Азербайджанской Республики.
21 февраля 2000 года в результате слияния Сбербанка, Азербайджанского Аграрно-промышленного банка и Азербайджанского Промышленно-инвестиционного банка был учрежден Азербайджанский Объединенный Универсальный Акционерный Банк (BUSBank).
29 декабря 2004 года на внеочередном собрании акционеров банка было принято решение переименовать BUSBank и присвоить Банку название «Kapital Bank».

## Общие сведения
Главным акционером Kapital Bank является «Pasha Holding» — 99,87 %. Сумма уставного капитала банка составляет 185 млн манат, при фактических 50 млн манат.
Среди клиентов банка насчитывается более 3-х миллионов активных пользователей платежных карт. Банк является лидером в Азербайджане по этому показателю.
Kapital Bank является финансовым учреждением с крупнейшей сервисной сетью в Азербайджане. Банк, являясь универсальным, оказывает банковские услуги более 3 млн физических и более 22 тыс. юридических лиц. Банк также участвует в ряде социальных государственных программ и программ по развитию реального сектора.
На август 2022 года у банка насчитывалось 106 филиалов и 24 отделения. На июль 2024 года количество филиалов достигло 120, количество отделений — 53.

## Финансовые показатели
На 1 апреля 2024 года активы банка составили 8,8 млрд манат, объём кредитного портфеля — 4,4 млрд манат, объём депозитов — 6,7 млрд манат. Совокупный капитал банка после вычета налогов составил 882 млн манат, обычные и привилегированные акции — 265 млн манат.

## Деятельность

### 2022
На декабрь 2022 года доля банка на рынке потребительских кредитов Азербайджана составила 35 %. Количество дебетовых карт составило 1,6 млн единиц. Общий оборот по картам составил 2 млрд манат. Более 400 000 клиентов банка являлись держателями карт рассрочки. Общий объём платежей в рассрочку составил более 300 млн манат. Банк заключил договоры с более 20 000 партнёрских магазинов.
На декабрь 2022 года банк предоставлял услуги посредством более 15 000 POS-терминалов, около 1 000 интернет-магазинов. Более 4 000 клиентам предоставлялись услуги Mobile POS.
Ипотечный портфель составил более 400 млн манат.
Внедрено онлайн-микрокредитование.
Текущий портфель по кредитам микробизнеса составил 76 млн манат.
Внедрённое банком мобильное приложение «Birbank» скачано 5,4 млн пользователями. Из них более 2 млн являлись активными пользователями приложения. В среднем активные пользователи совершали 9 транзакций в месяц.
Введено 9 новых точек обслуживания в Баку, и 2 — в регионах.

### 2024
17 апреля 2024 года банком на Бакинской фондовой бирже размещены облигации общей стоимостью 35 млн долл. США под 7 % годовых на 7 лет. Облигации размещены среди 104 инвесторов. Номинальная стоимость одной облигации составила 100 долл. США. Это первые субординированные облигации, размещаемые банком среди неограниченного круга инвесторов.

## Рейтинг
В 2012 году международные рейтинговые агентства Fitch Ratings и Moody’s присвоили Kapital Bank рейтинги. Агентство Fitch присвоило Kapital Bank долгосрочный рейтинг ‘’B+’’ и определило рейтинг банка как ‘’стабильный ‘’. Краткосрочный рейтинг ‘’B’’, рейтинг поддержки был на уровне ‘’4’’. Moody’s Investors Service установил долгосрочный рейтинг депозитов в иностранной валюте капиталовложений банка на уровне ‘’Ba3’’, рейтинг финансовой поддержки — ‘’E+’’. Всем рейтингам присвоен стабильный прогноз.
5 июля 2024 года Moody’s изменило прогноз долгосрочного депозитного рейтинга в местной и иностранной валюте со «стабильного» на «позитивный» на уровне «Ba2». Рейтинг базовой кредитной оценки (BCA) банка утвержден на уровне «Ba3», рейтинг долгосрочного контрагентного риска (LT-CRR) — на уровне «Ba1».
Standard & Poor’s 2 июля 2024 года подтвердило долгосрочные и краткосрочные кредитные рейтинги Kapital Bank на уровне «BB-/B».

## Наблюдательный совет
- Председатель Наблюдательного совета — Джалал Алекбер оглы Гасымов
- Член Наблюдательного Совета — Фарид Усад оглы Маммедов
- Член Наблюдательного Совета — Рауф Юсиф оглы Гаджиев
- Член Наблюдательного Совета — Камала Гасан гызы Нуриева
- Член Наблюдательного Совета — Огтай Ариф оглы Гасанов

## Аудиторский комитет
- Председатель Комитета по аудиту — Ахадзаде Парвин Ширали оглы
- Член Комитета по аудиту — Гейдаров Рамил Дадашбала оглы
- Член Комитета по аудиту — Мамедов Джамил Вахид оглы

## Руководство
- Председатель правления — Аллахвердиев Ровшан Шамиль оглы
- I Заместитель Председателя Правления — Гусейнов Фарид Ариф оглы
- Заместитель Председателя Правления, Директор по Информационным Технологиям — Зейналов Нахид Видади оглы
- Заместитель Председателя Правления — Мамедов Яшар Зейналабды оглы
- Член Правления, Финансовый Директор — Мамедов Эмин Агаверди оглы